# Кауч
Кауч (енгл. Couch) је део намештаја и подразумева модеран кревет са наслонима који може служити и за седење. Користи се у кућама,  становима, хотелима и у пословним зградама (у свечаним просторијама).

Реч кауч је енглеског порекла (couch) и значи: постеља или лежај. У нашим крајевима се користе термини-речи диван , турског порекла, и софа , француског порекла.
Савремени каучи се производе од дрвене основе са металним механизмом тако да се по потреби могу склапати или расклапати. Користе за спавање, лежање или седење.  
Раније су их израђивали тапецирери или како их негде зову тапетари (тапатери), (занатлије), ручно тако да су могли представљати права и вредна уметничка дела (нарочито када су били обложени скупом и квалитетном кожом). У новије време се производе индустријски у великим серијама или их производе (по наруџбини) тапецирери од полуготових материјала. Дрвена и метална основа се облажу сунђером и вибрирајућим опругама а затим пресвлаче платном, кожом или скајем. 

## Врсте кауча
Савремени каучи се израђују у разним величинама и облицима, па могу бити: 
- фотеља-кауч или једносед - фотеља од које се после развлачења (обарања наслона) добија лежај за једну особу,

- двосед - кауч који у склопљеном положају служи за седење две особе а после расклапања на њему могу лежати две особе,

- тросед - врста кауча већих димензија на коме у склопљеном положају могу да седе три особе а у расклопљеном положају могу да спавају 2-3 особе,

- угаона гарнитура - врста кауча где су укомпонована два двоседа под углом (или двосед и кауч фотеља једносед) тако да се на њима може седети а по потреби се размештају и расклапају да би се добила два лежаја.